# Liv Arnesen

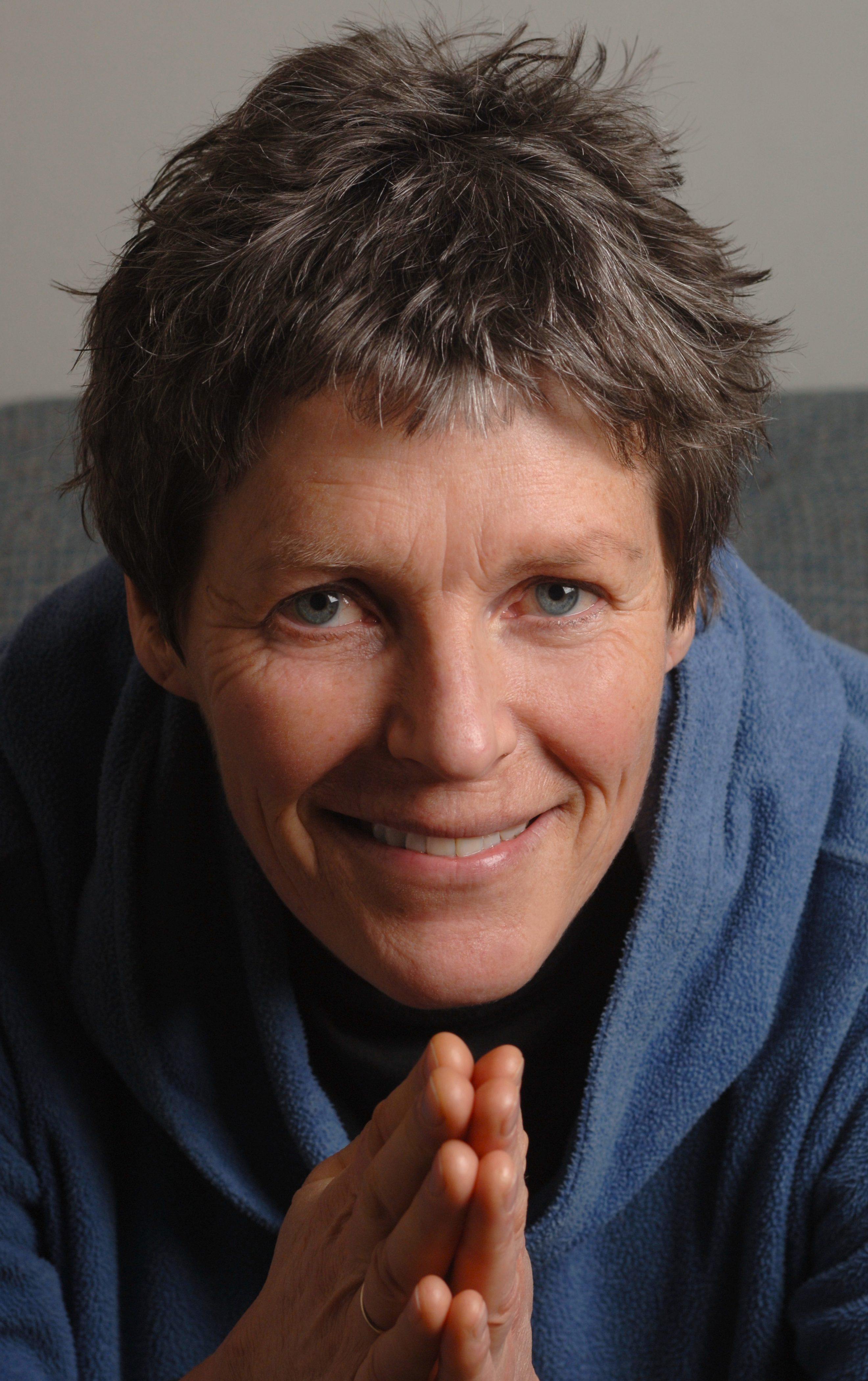
Liv Arnesen (2007)

Liv Ragnheim Arnesen (* 1. Juni 1953 in Bærum, Norwegen) ist eine norwegische Skilangläuferin und Abenteurerin. 
1994 wurde sie die erste Frau, die allein und ohne fremde Hilfe auf Skiern durch die Antarktis zum Südpol gelangte. Für die 1200 Kilometer lange Strecke benötigte sie fünfzig Tage.
2001 durchquerte sie zusammen mit Ann Bancroft die Antarktis (mit Segeln wie auch mit Ski). 2747 Kilometer wurden dabei in 94 Tagen zurückgelegt.

## Veröffentlichungen
- Liv Arnesen, Ann Bancroft: Nur den Horizont im Blick: Zwei Frauen in der Antarktis. Frederking und Thaler, München 2006, ISBN 3-492-40281-X.

| Personendaten    | Personendaten                                |
| ---------------- | -------------------------------------------- |
| NAME             | Arnesen, Liv                                 |
| ALTERNATIVNAMEN  | Arnesen, Liv Ragnheim                        |
| KURZBESCHREIBUNG | norwegische Skilangläuferin und Abenteurerin |
| GEBURTSDATUM     | 1. Juni 1953                                 |
| GEBURTSORT       | Bærum, Norwegen                              |